# School of Rock (musical)
School of Rock è un musical con musiche di Andrew Lloyd Webber, parole di Glenn Slater e libretto di Julian Fellowes. È basato sul film School of Rock del 2003.

## Trama

### Atto I
Lo spettacolo inizia con un'esibizione della band No Vacancy. Il chitarrista del gruppo, Dewey Finn, cerca ripetutamente di mettersi in mostra a spese del frontman ("I'm Too Hot for You”), venendo buttato fuori dalla band dagli altri membri. La mattina dopo, Dewey viene svegliato dal suo amico di vecchia data, Ned Schneebly, e dalla sua dispotica fidanzata, Patty Di Marco, la quale esige che Dewey paghi la sua parte di affitto. Rimasto solo, Dewey continua la sua giornata, rimuginando sul fatto di essere stato escluso dal gruppo e di aver perso il lavoro in un negozio di dischi, e sognando di ottenere la sua occasione e diventare una superstar ("When I Climb to the Top of Mount Rock"). Più tardi, Dewey riceve una telefonata dalla preside della prestigiosa Horace Green School, Rosalie Mullins, che chiede di parlare con Ned a proposito di un lavoro come supplente, con una paga di oltre novecento dollari a settimana. Avendo bisogno proprio di quella cifra per l'affitto, Dewey accetta l'impiego facendo finta di essere Ned.
Alla Horace Green, Rosalie fa del suo meglio perché tutto a scuola fili liscio, e saluta i genitori che accompagnano i figli ("Horace Green Alma Mater"). Dewey arriva in ritardo, in preda ai postumi della sbornia e impreparato; la preside lo avverte che "Ned" dovrà essere all'altezza degli standard della scuola ("Here at Horace Green"). Dewey entra nella sua classe e si presenta come il signor Schneebly. I suoi tredici alunni sono subito diffidenti, e una di loro, la severa Summer Hathaway, cerca di spiegargli come funzionano le lezioni. Dewey è disgustato all'idea di un sistema così rigido e, senza cibo a curare la sua sbornia, passa buona della giornata a dormire, lasciando gli studenti liberi di scatenarsi.
All'appartamento, Patty chiede a Ned di andare a correre con lei, ma lui rifiuta dicendo di avere molti compiti da correggere. Rimasto solo, però, Ned tira fuori la sua consolle di Guitar Hero e inizia a suonare. Dewey rientra a casa e si unisce all'amico; i due parlano di vari argomenti, tra cui l'insegnamento e la loro vecchia band ("Variation 7”). Dewey cerca di convincere Ned a riprendere la sua carriera musicale, ricordandogli tutti i vantaggi di essere una rockstar ("Children of Rock”), ma viene interrotto dal ritorno di Patty. La ragazza, arrabbiata con Dewey, gli ricorda che non è niente più di un sognatore che non avrà mai successo nell'industria musicale, e gli dà un ultimatum: pagare l'affitto entro un mese, o andarsene ("Mount Rock (Reprise)").
Il giorno dopo a scuola, Dewey discute con un altro insegnante, e sente della musica provenire da una delle aule. Dopo aver scoperto che i suoi alunni sono a lezione di musica con Rosalie ("Queen of the Night"), Dewey chiede loro quali strumenti sanno suonare, e li informa che, d'ora in avanti, faranno parte della sua band e che parteciperanno alla Battaglia delle Band. Assegna Zack alla chitarra elettrica, Katie al basso, Lawrence alla tastiera e Freddy alla batteria; due ragazzine, Shonelle e Marcy, vengono scelte come coriste, mentre Madison e Sophie vengono nominate tecnici del suono. Mason viene scelto come tecnico delle luci, James si occupa della sicurezza, e, con sua enorme gioia, Billy viene nominato stilista del gruppo. Dopo che Summer si rifiuta di fare la groupie, Dewey la nomina manager della band. L'unica a rimanere senza incarico è Tomika, la timida nuova arrivata ("You're in the Band"). Fiducioso nel loro potenziale, Dewey distribuisce cd famosi agli alunni perché li ascoltino a casa ("You're in the Band (Reprise)”).
I bambini rientrano a casa, e vengono mostrati alcuni aspetti delle loro vite. Freddy racconta a suo padre della musica che deve ascoltare, ma il padre lo sminuisce dicendogli che non è intelligente quanto gli altri studenti della Horace Green. Billy legge di nascosto un numero di Vogue, mentre suo padre lo spinge a interessarsi al football. Tomika racconta ai suoi papà che alla sua nuova scuola non riesce né a fare amicizia né a prendere buoni voti, ma i genitori la ignorano perché entusiasti della Horace Green. Infine, Zack cerca di raccontare la sua giornata al padre, che però lo respinge per fare una telefonata di lavoro. Frustrati, Zack, Tomika, Billy, Freddy e gli altri studenti lamentano il fatto di avere tanto da raccontare e da offrire ai propri genitori e al mondo, ma nessuno li ascolta ("If Only You Would Listen"). Più tardi, Shonelle e Marcy suggeriscono di chiamare il gruppo School of Rock. Dewey è entusiasta, e inventa una canzone sul momento per dare l'impressione di essere preparato ("In the End of Time (A Cappella Version)"). 
In sala professori, gli altri insegnanti si lamentano del fatto che i bambini sono diventati indisciplinati a causa di Dewey ("Faculty Quadrille"). In classe, la band continua a provare la nuova canzone di Dewey ("In the End of Time (Practice Version)"). Dopo le prove, Dewey fa i complimenti a tutti, ma nota che Zack suona in maniera troppo rigida, e cerca di convincerlo che, per suonare come una vera rockstar, deve arrabbiarsi con "il Potente". Dewey spiega che il Potente è responsabile per tutto ciò che non va nel mondo, e convince i bambini a sfogare la loro rabbia contro il Potente attraverso la musica ("Stick it to the Man"). Non avendo il permesso di andarsene, i bambini e Dewey escono di nascosto dalla scuola per arrivare in tempo alle audizioni per la Battaglia delle Band. Purtroppo arrivano in ritardo, e per convincere il manager a restare, Summer mente dicendo che tutti i bambini soffrono di una malattia terminale; la classe riesce così a partecipare ("In the End of Time (The Audition)"). La band si qualifica e tutti festeggiano il loro successo ("Stick it to the Man (Reprise)").

### Atto II
Trentasei ore prima della Battaglia delle Band, gli studenti lavorano sodo per prepararsi all'evento, mentre Dewey partecipa a una riunione del corpo insegnante. Gli alunni giungono alla conclusione che l'unico problema rimasto da risolvere sono i costumi. Billy sostiene di non averli ancora terminati, ma Summer lo convince a mostrarli a tutti. Usando un riluttante Lawrence come modello, Billy tira fuori i costumi, ma tutti li odiano. Seccato ma non scoraggiato, Billy si rimette al lavoro ("Time to Play"). Alla riunione, che Rosalie utilizza per sottolineare l'importanza dell'incontro con i genitori, Dewey scopre che la preside è segretamente un'appassionata di rock, in particolare di Stevie Nicks. In classe, Tomika trova il coraggio di dire a Dewey che vuole cantare. Quando Dewey le chiede come mai non si fosse offerta di fare la corista, la bambina sostiene di essere di una solista. Anche se un po' nervosa, Tomika inizia a cantare quando gli altri guardano altrove, incantando tutti ("Amazing Grace").
Sentendo arrivare Rosalie, gli alunni nascondono velocemente gli strumenti e Dewey improvvisa una finta lezione. Quando Rosalie esprime dubbi sulle sue capacità di insegnante, Dewey ammette di utilizzare la musica per insegnare materie "noiose". Dopo aver ribattuto che non esistono materie noiose, Rosalie annuncia che rimarrà ad assistere al resto della lezione; Dewey tira fuori la chitarra e improvvisa una canzone sulla matematica ("Math Is a Wonderful Thing"). Rosalie non è particolarmente colpita, ma Dewey decide comunque di invitarla a bere con lui. Quella sera, Rosalie e Dewey si incontrano al bar; quando Dewey mette una canzone di Stevie Nicks al jukebox, Rosalie si ammorbidisce, rimpiangendo i tempi in cui viveva più liberamente anche grazie alla sua passione per la musica. Grata a Dewey per averle fatto ricordare la persona che era, Rosalie gli promette che, se l'incontro con i genitori il giorno successivo andrà bene, aiuterà lui e gli School of Rock a partecipare alla Battaglia delle Band ("Where Did the Rock Go?"). Dewey impulsivamente la bacia, e i due si salutano.
Dewey rientra a casa, Ned, guardando fra la posta, ha trovato la busta paga di Dewey intestata a lui. Dewey gli racconta tutto, mandando Ned nel panico, ma riesce comunque a calmarlo e a fargli promettere di non dire nulla a Patty. Il giorno seguente, gli studenti si preparano a provare la loro canzone, ma Zack rivela di averne scritta un'altra nel suo tempo libero. Dewey è sbalordito dal talento di Zack, e convince il ragazzino a insegnare la canzone al resto del gruppo ("School of Rock (Band Practice)"). Nel bel mezzo delle prove, però, Rosalie entra nella classe con tutti i genitori, che rimangono inorriditi davanti a ciò che sta accadendo. Mettendo in evidenza il talento di ciascun bambino, Dewey riesce quasi a convincere i genitori a vedere la band sotto una luce positiva; proprio in quel momento, però, arrivano improvvisamente Patty e Ned. Patty ha costretto Ned a raccontarle tutta la verità, e rivela l'inganno di Dewey, cosa che manda i genitori su tutte le furie. Nel trambusto, Dewey e i bambini sgattaiolano via ("Dewey's Confession").
In corridoio, Rosalie si imbatte in Mason, che insieme agli altri bambini sta andando alla Battaglia, e gli ricorda che Dewey non è chi credevano che fosse. Mason ribatte che per loro è un modello, a prescindere da quale sia il suo vero nome, e Rosalie, colpita, trattiene i genitori per far guadagnare tempo ai bambini. Gli alunni vanno a casa di Dewey, depresso dopo aver deciso di abbandonare il suo sogno, e, guidati da Tomika, gli spiegano quanto ci tengano a lui ("If Only You Would Listen (Reprise)"). Patty cerca di nuovo fermarli, ma Ned finalmente le si oppone e accompagna Dewey e i bambini alla Battaglia. La band arriva proprio mentre i No Vacancy stanno terminando la loro performance ("I'm Too Hot For You (Reprise)"). Dewey decide che dovrebbero esibirsi con la canzone di Zack, e approva i nuovi costumi realizzati da Billy. In quel momento arrivano i genitori, ma la sicurezza non permette loro di andare nel backstage. Mentre il gruppo si prepara a esibirsi, il padre di Zack urla contro il figlio, sminuendo e insultando gli School of Rock. Esasperato, Zack affronta finalmente suo padre dicendogli che la band è la cosa più importante per lui, e raggiunge gli altri sul palco.
Gli School of Rock si esibiscono con la canzone di Zack, mandando il pubblico in delirio; anche i genitori assistono, e ognuno di loro rimane colpito dalla band e dalla bravura dei loro figli. Ogni strumento ottiene un assolo, e Tomika canta da solista, insieme a Dewey. Alla fine della performance, persino il padre di Zack è orgogliosissimo, tanto da dover essere smosso dalla madre di Summer  ("School of Rock (Teacher's Pet)"). Nel backstage, Rosalie e i genitori si congratulano con il gruppo, così come fa Ned, che per l'occasione ha tirato fuori il suo outfit da metallaro. Dewey, orgoglioso, guarda i bambini e i loro genitori, felice di aver fatto qualcosa di significativo. La Battaglia delle Band viene vinta dai No Vacancy, ma Dewey assicura i bambini che vincere non aveva davvero importanza, perché sono riusciti a creare qualcosa di veramente speciale. Patty arriva accompagnata da un poliziotto, e cerca di far arrestare Dewey per frode, ma Rosalie riesce a convincere il poliziotto che Dewey è ufficialmente il coach musicale della Horace Green. La band si esibiscono una seconda volta a richiesta del pubblico in estasi ("Stick It to the Man (Encore)"). Dopo la canzone, Dewey e Rosalie si baciano di nuovo, e la preside combina il suo stile canoro classico con l'heavy rock degli School of Rock, facendo intuire che ci sarà un cambiamento nel programma della Horace Green grazie alla band e a Dewey ("Finale").

## Numeri musicali
Atto I
- "I'm Too Hot For You" – No Vacancy
- "When I Climb to the Top of Mount Rock" – Dewey
- "Horace Green Alma Mater" – Rosalie, Studenti and Insegnanti
- "Here at Horace Green" – Rosalie
- "Variation 7" – Dewey e Ned
- "Children of Rock" – Dewey e Ned
- "Mount Rock (Reprise)" – Patty
- "Queen of the Night" – Rosalie, Dewey e Gabe
- "You're in the Band" – Dewey e Studenti
- "You're in the Band (Reprise)" – Dewey e Students
- "If Only You Would Listen" – Studenti
- "In the End of Time (A Cappella Version)" – Dewey
- "Faculty Quadrille" – Insegnanti
- "In the End of Time (Band Practice)" – Dewey e Studenti
- "Stick It to the Man" – Dewey e Studenti
- "In the End of Time (The Audition)" – Dewey e Studenti
- "Stick It to the Man (Reprise)" – Dewey e Studenti

Atto II
- "Time to Play" – Summer e Studenti
- "Amazing Grace" – Tomika
- "Math Is a Wonderful Thing" – Dewey e Studenti
- "Where Did the Rock Go?" – Rosalie
- "School of Rock (Band Practice)" – Dewey e Studenti
- "Dewey's Confession" – Dewey, Rosalie, Patty, Ned e Genitori
- "If Only You Would Listen (Reprise)" – Tomika e Studenti
- "I'm Too Hot for You (Reprise)" – No Vacancy
- "School of Rock" – Dewey e Studenti
- "Stick It to the Man (Encore)" – Dewey e Studenti
- "Finale" – Cast